# Ютанов, Владимир Павлович
Владимир Павлович Ютанов (1876—1950) — писатель, редактор-издатель альманахов «Сполохи».

## Биография
Родился 7 (19) июля 1876 года в Малом Толмачёвском переулке в семье купца 2-й гильдии Павла Фёдоровича Ютанова, которому в Москве принадлежало, согласно справочникам «Вся Москва», несколько домов: на Житной улице (дома № 26 и 28), в Слободском переулке (дома № 1 и 3), в Большом Голутвинском переулке (№ 23), на Малой Серпуховской улице (№ 6) и на Петербургской слободке (№ 7).
В 1895 году окончил Московскую Практическую академию и уехал за границу. По возвращении был записан рядовым на правах вольноопределяющегося в 4-й гренадёрский Несвижский полк — срок службу для вольноопределяющихся был определён в девять месяцев.
Как отмечал в своей автобиографии В. П. Ютанов, литературой он начал заниматься с 1906 года. В его доме на Серпуховской улице в период 1907—1918 годов была прописана редакция альманаха «Сполохи». В 1911 года в издательстве «Сполохи» он выпустил книгу рассказов «Доходный дом». После 1917 года занимался общественной работой в литературных организациях, работал в различных журналах («Культура и быт», «Вестник Главкожи»); состоял членом Общества А. П. Чехова. В 1918 году Ю. К. Балтрушайтис указывал, что «В. П. Ютанов добывает средства к существованию литературным трудом и содержит свою семью, состоящую из больной жены и пяти человек несовершеннолетних — в том числе троих малолетних — детей». О творчестве В. П. Ютанова были противоположные мнения — один из критиков писал: «ну какой злой гений внушил беталанному полуграмотному г. Ютанову погибельную мысль, что он — беллетрист? И зачем он поверил этому»; однако Арсений Альвинг по поводу книги «Доходный дом» писал: «Книга не возбуждает в душе сложных раздумий, порывов, но зато и не оставляет следа той безнадежной скуки и досады, что присущи большинству беллетрических произведений последних лет. читаются рассказы легко…» Ютанов был увлечён мистиком Юханом Стринбергом — до 1917 года осуществил перевод его повести «Островитяне». О таинственном Востоке, древних Армении и Иудее, шла речь в его рассказах: «Авгарь Ухомо», «Месиф», «Шехина», «Мар Камобес».
В 1934 году А. И. Окулов дал «рекомендацию Владимиру Павловичу Ютанову на писательскую пенсию».
В. П. Ютанов был знаком с Иваном Буниным, который даже подарил ему свою фотографию с надписью: «Ютанову. 3 мая 1918 г. Ив. Бунин».